# وليام كلارك (مستكشف)
ويليام كلارك (بالإنجليزية: William Clark)‏ (1 أغسطس 1770 – 1 سبتمبر 1838) هو مستكشف أمريكي وكان جنديًا وعميلًا هنديًا وحاكمًا إقليميًا.   ولد في فرجينيا ونشأ في كنتاكي قبل أن يستقر فيما أصبح لاحقا في ولاية ميزوري. كان كلارك زارعًا ومالك رقيق. 
اشترك مع ميريويذر لويس قيادة حملة لويس وكلارك بين عامي 1804 إلى 1806 عبر القارة إلى المحيط الهادي، وطالبوا بمنطقة شمال غرب المحيط الهادئ للولايات المتحدة.  خدم كلارك قبل الحملة في الميليشيا وجيش الولايات المتحدة. أصبح لاحقا حاكم إقليم ميزوري. وشغل منصب مدير مكتب الشؤون الهندية من عام 1822 حتى وفاته في عام 1838.
 

## بدايات حياته
ولد ويليام كلارك في مقاطعة كارولاين في فرجينيا يوم 1 أغسطس 1770، وكان ترتيبه التاسع بين عشرة أطفال وهو ابن جون كلارك وآن روجرز.  كان والداه من مواطني مقاطعة كينغ أند كوين، وكانا من أصل إنجليزي أو اسكتلندي.  كان آل كلارك مزارعين في فرجينيا وتمتلك عدة عقارات متواضعة وبعض العبيد. كانا أعضاء في الكنيسة الأنجليكانية. 
لم يتلقى كلارك أي تعليم رسمي ودرس في المنزل مثل العديد من معاصريه. وكان على وعي بضعف النحو والإملاء لديه، حيث قام بتهجئة اسم قبيلة سيو بسبع وعشرين بطرق مختلفة في مذكراته، وسعى إلى تصحيحها قبل النشر. لم يكن إملاء اللغة الإنجليزية الأمريكية موحدًا وقتها، ولكن مفرداته تشير إلى أنه كان قد قارئًا جيدًا. 
قاتل أشقاء كلارك الخمسة الأكبر في وحدات فرجينيا خلال حرب الاستقلال الأمريكية (1775-1783)، ولكن وليام كان صغيرا جدا.  خدم شقيقه الأكبر، جوناثان كلارك، برتبة عقيد خلال الحرب، حيث ارتقى إلى رتبة عميد في ميليشيا فرجينيا بعد سنوات. ترقى شقيقه الثاني جورج روجرز كلارك، ارتفع إلى رتبة جنرال، حيث قضى معظم فترة الحرب في كنتاكي وهو يقاتل ضد الهنود المتحالفين مع البريطانيين.
وصل ويليام ووالداه وأخواته الثلاث وعبيد عائلة كلارك إلى كنتاكي في مارس 1785. استقرت عائلة كلارك في مولبيري هيل، وهي مزرعة تقع على طول غدري بيرغراس قرب لويفيل. كان هذا منزل وليام كلارك الأساسي حتى عام 1803. وقد علمه شقيقه الأكبر جورج مهارات البقاء في البرية. 
 

## الحياة العسكرية
قاتل أهل كنتاكي في الحرب الهندية الشمالية الغربية ضد الهنود الذين كانوا يحاولون الحفاظ على أراضيهم شمال نهر أوهايو. في عام 1789، انضم ويليام كلارك البالغ من العمر 19 عامًا إلى قوة ميليشيا متطوعة بقيادة الرائد جون هاردين.   احتفظ كلارك بمذكرات مفصّلة عن الحملة، وهو أمر حافظ عليه طوال حياته. كان هاردن يتقدم ضد هنود ويا الذين كانوا يهاجمون المستوطنات على نهر واباش في كنتاكي. هاجمت ميليشيا غير منضبطة بالخطأ مخيم صيد لقبيلة شاوني، حيث قتلوا ما مجموعه ثمانية رجال ونساء وأطفال. 
في عام 1790، تم تكليف كلارك من قبل الجنرال آرثر سانت كلير، حاكم الإقليم الشمالي الغربي، كنقيب في ميليشيا كلاركسفيل في إنديانا. يقول مصدر إنه تم إرساله في مهمة إلى قبائل كريك وشيروكي على أمل إبقائهم خارج الحرب في الجنوب الشرقي، لكن مسؤولياته غير واضحة في تلك الحملة.  يحتمل أنه زار نيو أورليانز في ذلك الوقت، ولم يشارك في الحملة الكارثية للجنرال جوزايا هارمار في الإقليم الشمالي الغربي في ذلك العام. 
في عام 1791، خدم كلارك كرائد وملازم مع الحملات مع الجنرالات تشارلز سكوت وجيمس ويلكينسون.  تم تجنيده في فيلق الولايات المتحدة وتم تكليفه كملازم في 6 مارس 1792 تحت قيادة أنتوني واين. في 4 سبتمبر 1792 تم تعيينه في الفرقة الفرعية الرابعة. شارك في العديد من المناوشات ضد الهنود خلال حرب الشمال الغربي.  قاد كلارك مجموعة من الجنوفي معركة الأخشاب الساقطة في عام 1794، وتمكن من طرد العدو على الجناح الأيسر للجيش، وكان هذا النهر الحاسم الذي أنهى الحرب. في عام 1795 تم إرسال كلارك في مهمة إلى نيو مدريد في ميزوري. خدم كلارك أيضًا كمعاون ومدير مبيعات أثناء وجوده في الميليشيا. 
استقال ويليام كلارك من منصبه في 4 يوليو 1796 وتقاعد بسبب سوء حالته الصحية، رغم أنه كان بعمر 26 عامًا فقط. عاد إلى مزرعة أسرته بالقرب من لويسفيل. 

## حملة لويس وكلارك
في عام 1803، قام ميريويذر لويس بضم كلارك، وكان وقتها بعمر 33 عامًا، ليتقاسم معه قيادة فيلق الاكتشافات الذي تم تشكيله حديثًا، وكانت مهمته استكشاف منطقة شراء لويزيانا وإقامة التجارة مع الأمريكيين الأصليين وسيادة الولايات المتحدة. كان عليهم العثور على ممر مائي من الولايات المتحدة إلى المحيط الهادئ والمطالبة بإقليم ولاية أوريغون للولايات المتحدة قبل الدول الأوروبية.  قضى كلارك ثلاث سنوات في رحلة استكشافية إلى ساحل المحيط الهادئ. أحضر كلارك معه أحد عبيده ويدعى يورك. ونال احترام السكان الأصليين الذين اهتموا بمظهره، ولعب دورًا رئيسيًا في العلاقات الدبلوماسية.  ركز كلارك بشكل رئيسي على رسم الخرائط، وإدارة مؤن اللحملة وقيادة رحلات الصيد.
 
 

## روابط خارجية
- وليام كلارك على موقع الموسوعة البريطانية (الإنجليزية)
- وليام كلارك على موقع إن إن دي بي (الإنجليزية)